# اچ‌ام‌اس سیبر (پی۲۸۵)
اچ‌ام‌اس سیبر (پی۲۸۵) (به انگلیسی: HMS Sabre (P285)) یک کشتی بود که طول آن ۱۶ متر (۵۲ فوت ۶ اینچ) بود. این کشتی در سال ۲۰۰۲ ساخته شد.